# Kalven (Silbodals socken, Värmland)
Kalven är en sjö i Årjängs kommun i Värmland och ingår i Göta älvs huvudavrinningsområde.